# Mark Philippoussis
Mark Philippoussis, né le 7 novembre 1976 à Melbourne, est un joueur de tennis australien, professionnel entre 1994 et 2015.

## Biographie
Né d'un père grec et d'une mère italienne, il gagne son premier tournoi à Toulouse, en 1996 à l'âge de 19 ans. En 1997 il remporte trois autres titres (Scottsdale, Munich et le Queen's) sur trois surfaces différentes.
En 1998, il atteint la finale de l'US Open où il échoue face à son compatriote Patrick Rafter.
Il rentre pour la première fois dans le top 10 mondial en mars 1999 après avoir gagné son premier Masters Series à Indian Wells. Il atteindra peu après le meilleur classement de sa carrière (huitième).
En décembre de la même année, il remporte la Coupe Davis avec l'Australie face à la France, à Nice. À cette occasion, il offre le point décisif en battant Cédric Pioline en 4 sets.
Les années qui suivent seront beaucoup plus décevantes notamment en raison d'une blessure à un genou qui le contraindra à se faire opérer et l'éloignera à plusieurs reprises du circuit.
Réputé pour un service surpuissant, Philippoussis fait un retour remarqué en 2003 lorsqu'il atteint la finale de Wimbledon. Il perd contre celui qui allait devenir le maître des lieux, le Suisse Roger Federer. Il remporte aussi cette année-là la seconde Coupe Davis de sa carrière contre l'Espagne en finale à Melbourne (il domine à cette occasion Juan Carlos Ferrero en 5 sets).
Mais ce retour sera sans lendemain, Philippoussis va connaître deux nouvelles années sans résultat probant. Il tombe alors dans les profondeurs du classement mondial.
Néanmoins, en juillet 2006, il profite d'une wild-card (invitation) pour remporter le 11e titre de sa carrière en simple à Newport sur gazon. Le 7 août, il apparaît à la 124e place mondiale.
Le 27 juin 2015, Mark Philippoussis, alors âgé de 38 ans, reçoit une invitation pour participer aux qualifications du Tournoi de tennis de Newport, sept ans après avoir mis un terme à sa carrière.

### Style de jeu
Mark Philippoussis fut considéré comme un des plus grands espoirs du tennis australien et un des joueurs les plus talentueux de sa génération. Doté d'un formidable gabarit, il était considéré comme le joueur le plus puissant du circuit tout en conservant une certaine finesse dans son jeu d'attaque avec un revers précis et de remarquables aptitudes à la volée. Son arme favorite était le service, un des plus redoutés du circuit puisqu'il effectua le service le plus rapide de l'époque dès sa première semaine de carrière professionnelle avec une mise en jeu à 229km/h. Sa formidable puissance de frappe s'exprimait également pleinement en coup droit, avec des attaques foudroyantes lui permettant de dicter le jeu en fond de court. Malgré sa haute taille, l'australien faisait preuve d'une certaine mobilité sur le court et possédait un joli toucher de balle et une gestuelle élégante. Cependant, son hygiène de vie, sa gestion des moments clés et de nombreuses blessures ont considérablement freiné sa carrière. Il est ainsi considéré comme un des plus grands gâchis de son temps. 

### Téléréalité
En juin 2007, Mark Philippoussis, a participé à une émission de Téléréalité américaine, sur NBC, intitulé L'âge de l'amour dans laquelle il devait trouver une fiancée parmi deux groupes de femmes, six femmes dans la vingtaine et sept femmes dans la quarantaine. Le but de cette émission dont l'origine se réfère au Bachelor était de prouver que l'âge n'est pas pris en compte dans le choix d'un partenaire. En l'occurrence, Mark Philippoussis a finalement donné tort à cette hypothèse, ayant choisi Amanda, âgée de 25 ans, parce que "ça ne pouvait pas fonctionner" avec Jen, l'autre finaliste, âgée de 48 ans.

## Palmarès

### En simple messieurs
| 11 titres en simple | 0 G. Chelem | 0 G. Chelem | 0 G. Chelem | 0 G. Chelem | 0 Masters | 0 Masters | 0 Masters   | 0 Masters   | 1 Masters 1000 | 1 Masters 1000 | 1 Masters 1000 | 1 Masters 1000 | 2 ATP 500          | 2 ATP 500          | 2 ATP 500          | 2 ATP 500          | 8 ATP 250          | 8 ATP 250          | 8 ATP 250      | 8 ATP 250      | 0 JO           | 0 JO           | 0 JO           | 0 JO           |
| 11 titres en simple | 8 sur dur   | 8 sur dur   | 8 sur dur   | 8 sur dur   | 8 sur dur | 8 sur dur | 2 sur gazon | 2 sur gazon | 2 sur gazon    | 2 sur gazon    | 2 sur gazon    | 2 sur gazon    | 1 sur terre battue | 1 sur terre battue | 1 sur terre battue | 1 sur terre battue | 1 sur terre battue | 1 sur terre battue | 0 sur moquette | 0 sur moquette | 0 sur moquette | 0 sur moquette | 0 sur moquette | 0 sur moquette |

## Parcours dans les tournois duGrand Chelem

### En simple
| Année | Open d'Australie | Open d'Australie | Internationaux de France | Internationaux de France | Wimbledon       | Wimbledon   | US Open         | US Open       |
| ----- | ---------------- | ---------------- | ------------------------ | ------------------------ | --------------- | ----------- | --------------- | ------------- |
| 1994  | 1er tour (1/64)  | G. Stafford      | —                        | —                        | —               | —           | —               | —             |
| 1995  | 1er tour (1/64)  | S. Edberg        | —                        | —                        | —               | —           | 3e tour (1/16)  | P. Sampras    |
| 1996  | 1/8 de finale    | M. Woodforde     | 2e tour (1/32)           | T. Woodbridge            | 2e tour (1/32)  | P. Sampras  | 1/8 de finale   | P. Sampras    |
| 1997  | —                | —                | 1/8 de finale            | I. Kafelnikov            | 1er tour (1/64) | G. Rusedski | 3e tour (1/16)  | D. Vacek      |
| 1998  | 2e tour (1/32)   | H. Arazi         | 2e tour (1/32)           | B. Ulihrach              | 1/4 de finale   | P. Sampras  | Finale          | P. Rafter     |
| 1999  | 1/8 de finale    | T. Enqvist       | 1er tour (1/64)          | J. Stoltenberg           | 1/4 de finale   | P. Sampras  | —               | —             |
| 2000  | 1/8 de finale    | A. Agassi        | 1/8 de finale            | J. C. Ferrero            | 1/4 de finale   | A. Agassi   | 2e tour (1/32)  | J.-M. Gambill |
| 2001  | —                | —                | —                        | —                        | —               | —           | —               | —             |
| 2002  | 2e tour (1/32)   | G. Rusedski      | 2e tour (1/32)           | C. Moyà                  | 1/8 de finale   | R. Krajicek | 1er tour (1/64) | S. Schalken   |
| 2003  | 3e tour (1/16)   | S. Sargsian      | 2e tour (1/32)           | C. Moyà                  | Finale          | R. Federer  | 3e tour (1/16)  | D. Nalbandian |
| 2004  | 1/8 de finale    | H. Arazi         | 1er tour (1/64)          | L. Horna                 | 1/8 de finale   | T. Henman   | 1er tour (1/64) | N. Davydenko  |
| 2005  | —                | —                | —                        | —                        | 2e tour (1/32)  | M. Safin    | 1er tour (1/64) | K. Kučera     |
| 2006  | 1er tour (1/64)  | S. Grosjean      | —                        | —                        | 2e tour (1/32)  | M. Mirnyi   | 1er tour (1/64) | R. Nadal      |

N.B. : à droite du résultat se trouve le nom de l'ultime adversaire.

### En double
| Année | Open d'Australie           | Open d'Australie      | Internationaux de France      | Internationaux de France   | Wimbledon               | Wimbledon                  | US Open                 | US Open                    |
| ----- | -------------------------- | --------------------- | ----------------------------- | -------------------------- | ----------------------- | -------------------------- | ----------------------- | -------------------------- |
| 1994  | 1er tour (1/32) J. Morgan  | M. Briggs B. MacPhie  | —                             | —                          | —                       | —                          | —                       | —                          |
| 1995  | 1er tour (1/32) B. Ellwood | P. Annacone T. Ho     | —                             | —                          | 1/4 de finale P. Rafter | T. Woodbridge M. Woodforde | 1/8 de finale P. Rafter | T. Woodbridge M. Woodforde |
| 1996  | 2e tour (1/16) P. Rafter   | M. Damm J. Grabb      | 1/8 de finale P. Rafter       | M. Woodforde T. Woodbridge | 1/2 finale P. Rafter    | T. Woodbridge M. Woodforde | 1/2 finale P. Rafter    | T. Woodbridge M. Woodforde |
| 1997  | —                          | —                     | 1/8 de finale P. Rafter       | J. Eagle A. Florent        | 1/4 de finale P. Rafter | J. Eltingh P. Haarhuis     | 1/8 de finale P. Rafter | J. Björkman N. Kulti       |
| 1998  | 1er tour (1/32) P. Rafter  | P. Albano À. Corretja | 1er tour (1/32) G. Ivanišević | A. Olhovskiy D. Prinosil   | —                       | —                          | —                       | —                          |

N.B. : le nom du ou de la partenaire se trouve sous le résultat ; le nom des ultimes adversaires se trouve à droite.

## Parcours dans lesMasters 1000
| Année | Indian Wells            | Miami                       | Monte-Carlo               | Rome                      | Hambourg               | Canada                      | Cincinnati               | Essen puis Stuttgart puis Madrid | Paris                    |
| ----- | ----------------------- | --------------------------- | ------------------------- | ------------------------- | ---------------------- | --------------------------- | ------------------------ | -------------------------------- | ------------------------ |
| 1995  | —                       | 3e tour W. Ferreira         | —                         | 1er tour M. Chang         | —                      | 2e tour I. Kafelnikov       | —                        | 1er tour M. Sinner               | —                        |
| 1996  | 2e tour W. Ferreira     | 2e tour S. Pescosolido      | 2e tour A. Medvedev       | 1/8 de finale R. Krajicek | —                      | 1/4 de finale T. Woodbridge | 1er tour A. O'Brien      | 1er tour S. Sargsian             | 2e tour M. Chang         |
| 1997  | 1/4 de finale T. Muster | 1/8 de finale J. Björkman   | 1/8 de finale R. Krajicek | 1er tour K. Alami         | —                      | 1/4 de finale C. Woodruff   | 1er tour S. Schalken     | 1er tour F. Santoro              | —                        |
| 1998  | 1er tour J.-M. Gambill  | 2e tour S. Campbell         | 1/8 de finale Bo. Becker  | 1er tour R. Krajicek      | —                      | 1/8 de finale P. Rafter     | 2e tour G. Ivanišević    | 2e tour I. Kafelnikov            | 1/4 de finale P. Sampras |
| 1999  | Victoire C. Moyà        | 3e tour M. Safin            | 1/4 de finale M. Ríos     | 1er tour V. Spadea        | —                      | —                           | —                        | 2e tour A. Agassi                | 1/4 de finale A. Agassi  |
| 2000  | 1/2 finale T. Enqvist   | 1/8 de finale J.-M. Gambill | 1er tour W. Ferreira      | 2e tour G. Kuerten        | 1er tour L. Hewitt     | 1er tour S. Sargsian        | 1/8 de finale F. Vicente | 1/8 de finale W. Ferreira        | Finale M. Safin          |
| 2001  | 1er tour M. Fish        | 3e tour R. Federer          | —                         | —                         | —                      | —                           | —                        | 2e tour G. Ivanišević            | 2e tour I. Kafelnikov    |
| 2002  | —                       | 2e tour M. Safin            | 1er tour S. Grosjean      | 2e tour J. Novák          | 1er tour J. I. Chela   | —                           | 2e tour R. Krajicek      | —                                | —                        |
| 2003  | 2e tour M. Safin        | 1/8 de finale A. Agassi     | —                         | 1er tour J. C. Ferrero    | 1/4 de finale G. Coria | —                           | 1er tour M. Fish         | 2e tour F. López                 | 2e tour G. Kuerten       |
| 2004  | 2e tour M. Youzhny      | 2e tour J. Hernych          | —                         | 1er tour T. Robredo       | 1er tour J. Johansson  | —                           | —                        | —                                | —                        |
| 2005  | 1er tour G. Carraz      | 2e tour Forfait             | —                         | —                         | —                      | —                           | —                        | —                                | —                        |
| 2006  | 1er tour F. Mayer       | 2e tour J. Nieminen         | —                         | —                         | —                      | —                           | —                        | —                                | —                        |

N.B. : sous le résultat se trouve le nom de l’ultime adversaire.